# Kleinleinungen
Kleinleinungen is een plaats en voormalige gemeente in de Duitse deelstaat Saksen-Anhalt, en maakt deel uit van de Landkreis Mansfeld-Südharz.
Kleinleinungen telt 137 inwoners.